# Edizioni Sylvestre Bonnard
La Edizioni Sylvestre Bonnard è stata una casa editrice con sede a Milano, fondata nel 1995 da Vittorio Di Giuro (decano dell'editoria italiana) e Luca Formenton (presidente del gruppo Il Saggiatore).
Il nome è un omaggio al personaggio letterario Sylvestre Bonnard, il bibliofilo protagonista di uno dei più noti romanzi di Anatole France (Il delitto dell'accademico Sylvestre Bonnard), dato alle stampe nel 1881, che gli valse un premio dell'Accademia di Francia.
L'impegno editoriale è di pubblicare soprattutto "libri che parlano del libro", destinati ad approfondire il tema dal punto di vista storico, sociologico o antropologico, trattando anche gli aspetti estetici e storici del carattere tipografico e della pagina, della legatura, della stampa. Accanto alla saggistica, pubblica anche opere di narrativa incentrate prevalentemente su misteri legati al libro.
Tra le produzioni più note: il Manuale enciclopedico della bibliofilia, il Dizionario illustrato della legatura (Premio Fedrigoni 2003) e il Dizionario biografico dei miniatori italiani.
Dagli archivi della Regione Lombardia risulta aver cessato l'attività nel 2008, anche se in un'intervista a Vittorio Di Giuro su "L'Indice dei libri del mese", 11 (2009) la casa editrice risulta ancora attiva, e alcuni titoli sono stati pubblicati fino al 2010.